# Can-linn
I Can-linn sono un gruppo musicale irlandese.
Nel 2014 hanno rappresentato l'Irlanda all'Eurovision Song Contest 2014 tenutosi a Copenaghen con il brano Heartbeat, eseguito insieme a Kasey Smith e scartato in semifinale.

## Discografia

### Singoli
- 2014 - Heartbeat (feat. Kasey Smith)